# Ferrari 412

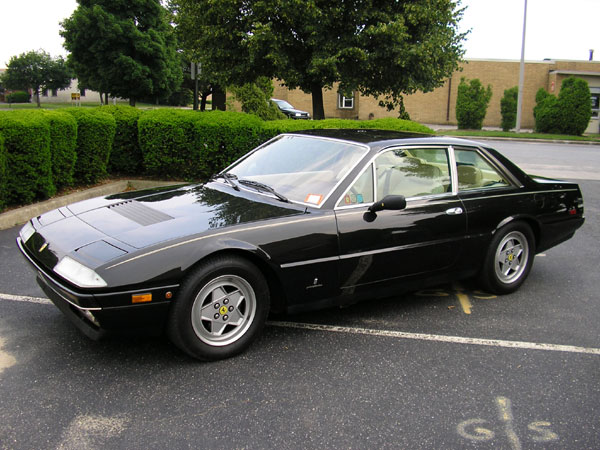
Ferrari 412 uit de periode 1985-1989

De Ferrari 412 is een auto van het merk Ferrari. Het model heeft de strakke, wat hoekige lijnen die zo karakteristiek zijn voor de jaren 70 van de twintigste eeuw. Dat de koets is getekend door Pininfarina wordt verraden door de duidelijke lijn in diens toenmalige ontwerpen. Zo is er, met name in het zij-aanzicht, een frappante gelijkenis met de eveneens door Pininfarina ontworpen carrosserie van de Lancia Gamma Coupé.
De carrosserie van de 412 toont ook een stilistisch logische doorontwikkeling ten opzichte van zijn voorganger, de Ferrari 400i, die nog een aanzienlijk vloeiendere lijnvoering had.